# VEU Feldkirch
VEU Feldkirch (celým názvem: Verein Eishockey Union Feldkirch) je rakouský klub ledního hokeje, který sídlí ve Feldkirchu ve spolkové zemi Vorarlbersko. Hraní ledního hokeje ve městě má své počátky již od roku 1908, kdy se hrálo na místě vedle městského gymnázia. Organizovaný klub ledního hokeje byl založen v roce 1932 pod názvem EHC Feldkirch. Největších úspěchů klub dokazoval v osmdesátých a devadesátých letech, kdy patřil ke špičce středoevropských týmů. Útlum ze slávy přišel nečekaně na počátku nového milénia. V roce 2004 dokonce zbankrotoval a ukončil činnost. Nástupcem klubu se stala organizace EHC Feldkirch 2000, která se v roce 2006 vrátila ke kořenům slavného klubu. Klubové barvy jsou červená, bílá a černá.
Své domácí zápasy odehrává ve Vorarlberg Halle s kapacitou 5 200 diváků.

## Historické názvy
Zdroj: 
- 1932 – EHC Feldkirch (Eishockeyclub Feldkirch)
- 1935 – WSV Feldkirch (Wintersportverein Feldkirch)
- 1945 – EHC Feldkirch (Eishockeyclub Feldkirch)
- 1974 – VEU Feldkirch (Vorarlberger Eishockey Union Feldkirch)
- 2000 – EC Supergau Feldkirch (Eishockeyclub Supergau Feldkirch)
- 2000 – oddělení mládeže do nové organizace pod názvem EHC Feldkirch 2000 (Eishockeyclub Feldkirch 2000)
- 2004 – zánik klubu EC Supergau
- 2006 – VEU Feldkirch (Verein Eishockey Union Feldkirch)

## Získané trofeje

### Vyhrané domácí soutěže
- Rakouský mistr v ledním hokeji ( 9× )
  - 1981/82, 1982/83, 1983/84, 1989/90, 1993/94, 1994/95, 1995/96, 1996/97, 1997/98

### Vyhrané mezinárodní soutěže
- Evropská hokejová liga ( 1× )
  - 1997/98
- IIHF Superpohár ( 1× )
  - 1998
- Alpenliga ( 4× )
  - 1995/96, 1996/97, 1997/98, 1998/99

## Přehled ligové účasti
Zdroj: 
- 1965–1967: Eishockey-Nationalliga (2. ligová úroveň v Rakousku)
- 1967–2000: Österreichische Eishockey-Liga (1. ligová úroveň v Rakousku)
- 1991–1999: Alpenliga (mezinárodní soutěž)
- 1999–2000: Interliga (mezinárodní soutěž)
- 1999–2001: Eishockey-Oberliga (2. ligová úroveň v Rakousku)
- 2001–2002: Eishockey-Nationalliga (2. ligová úroveň v Rakousku)
- 2002–2003: Österreichische Eishockey-Liga (1. ligová úroveň v Rakousku)
- 2003–2004: Erste Bank Eishockey Liga (1. ligová úroveň v Rakousku)
- 2004–2012: Eishockey-Nationalliga (2. ligová úroveň v Rakousku)
- 2012–2016: Inter-National-League (2. ligová úroveň v Rakousku / mezinárodní soutěž)
- 2016– : Alps Hockey League (2. ligová úroveň v Rakousku / mezinárodní soutěž)

## Účast v mezinárodních pohárech
Zdroj: 
Legenda: SP - Spenglerův pohár, EHP - Evropský hokejový pohár, EHL - Evropská hokejová liga, SSix - Super six, IIHFSup - IIHF Superpohár, VC - Victoria Cup, HLMI - Hokejová liga mistrů IIHF, ET - European Trophy, HLM - Hokejová liga mistrů, KP - Kontinentální pohár
- EHP 1982/1983 – 1. kolo
- EHP 1983/1984 – 3. kolo
- EHP 1984/1985 – 2. kolo
- EHP 1990/1991 – 1. kolo, sk. B (3. místo)
- EHP 1994/1995 – Semifinálová skupina H (3. místo)
- EHP 1995/1996 – Zápas o 3. místo (prohra)
- EHP 1996/1997 – Zápas o 3. místo (prohra)
- EHL 1997/1998 – Vítěz
- IIHFSup 1998 – Vítěz
- SP 1998 – Základní skupina (5. místo)
- EHL 1998/1999 – Základní skupina C (3. místo)
- KP 1999/2000 – 2. kolo, sk. O (4. místo)